# Verkkosaari (ö i Södra Karelen, Villmanstrand)
Verkkosaari är en ö i Finland. Den ligger i sjön Ihaksenjärvi och i kommunen Villmanstrand i den ekonomiska regionen  Villmanstrands ekonomiska region  och landskapet Södra Karelen, i den södra delen av landet, 170 km öster om huvudstaden Helsingfors. Öns största längd är 50 meter i nord-sydlig riktning.